# Ingeborg Buhl
Ingeborg Buhl (geboren am 17. April 1890 in Kopenhagen; gestorben am 22. April 1982 in Himmelev) war eine dänische Schriftstellerin, Übersetzerin und Kunsthistorikerin.

## Leben und Wirken
Ingeborg Buhl war die Tochter des dänischen Professors Frants Peder William Buhl (1850–1932) und dessen deutscher Ehefrau Frieda Wilhelmine (geborene Görnemann, 1855–1934). Bereits kurz nach ihrer Geburt zog die Familie nach Leipzig, wo der Vater als Theologe und Orientalist auf eine Professur berufen wurde. Sie hatte noch drei ältere Geschwister. Im Jahr 1898 zog die Familie zurück nach Kopenhagen. Buhl war eine gute Schülerin mit einer Begabung für Sprachen, Kunst und Kultur. Sie absolvierte ein Studium in Germanistik und Geschichte, das sie 1912 erfolgreich abschloss. Anschließend war sie zwei Jahre lang als Lehrerin an einem Internat in Hesselager auf Fünen tätig. Sie bereiste eine Zeit lang Europa und den Vorderen Orient, ehe sie von 1921 bis 1935 als Museumsassistentin am Nationalhistorischen Museum im Schloss Frederiksborg eine Stellung annahm und unter anderem biografische Beiträge für das Allgemeine Lexikon der Bildenden Künstler von der Antike bis zur Gegenwart (1925–1932) und die Encyclopedia Italiana verfasste.
Buhl lebte von 1935 bis 1977 in dem Damenstift in Roskilde (dänisch Roskilde Adelige Jomfrukloster ‚Kloster für Adelige Jungfrauen Roskilde‘). Hier verfasste sie Schriften zur Geschichte des Klosters und wurde dessen Historikerin. Vor dieser Zeit hatte sie sich um ihre gebrechlichen Eltern gekümmert, so dass sie sich auf die Ruhe und Abgeschiedenheit im Kloster gefreut hatte und die Möglichkeit nutzte, sich ihren eigenen Interessen zu widmen. Bereits im Jahr 1929 hatte sie ihr erstes eigenes Werk über den Hofschauspieler Jeremias Lund in der Zeitschrift Tilskueren veröffentlicht. 1938 erschien eine Sammlung von Kurzgeschichten mit dem Titel Mellem Himmel og Jord (Zwischen Himmel und Erde) sowie eine Erzählung über Sidsel Orne. Als der „Steen Hasselbalch Forlag“ eine Kulturbibliothek realisieren wollte, war Buhl dort von 1951 bis 1969 als Redakteurin tätig und übersetzte rund 25 Bände, wobei sie auf ihr Kulturwissen und ihre Sprachkenntnisse zurückgreifen konnte. Neben Dänisch und Deutsch beherrschte sie mehr als ein Dutzend Fremdsprachen. Nebenher verfasste sie umfangreichere Schriften und Kurzgeschichten, die sich überwiegend mit psychologischen Problemen der Menschen in schwierigen Lebenssituationen befassten. Sie veröffentlichte Gedichte, Kinderbücher, Romane und Essays. Zuletzt erschien 1977 ihre poetisch-kritische Novelle über das Leben im Altersheim „Skyggeliv“. Im selben Jahr kam sie in ein Pflegeheim in Himmelev, wo sie 1982 verstarb.
Buhl war Mitglied des PEN-Clubs und erhielt mehrere Auszeichnungen, darunter:
- 1964 den „Herman Bangs Mindelegat“ (Stipendium) des Dänischen Schriftstellerverbandes
- 1970 den dänischen „Oversætterpris“ (Übersetzerpreis)
- 1976 die „Kgl. Belohnungsmedaille“ in Gold
- 1977 das „Adam Oehlenschlæger Legatet“ (Stipendium)

## Schriften (Auswahl)
- Mellem himmel og jord: noveller. Schønberg, Kopenhagen 1938 (books.google.de – Leseprobe, enthält einen Aufsatz über Jeremias Lund).
- Der er saa mange stemmer: digte. Schoonberg, Kopenhagen 1940.
- Roskilde adelige Jomfrukloster 1699–1949. Flensborgs Boghandel, Roskilde 1949 (mit Arthur Fang).
- Portrætsamlingen i Roskilde adelige Jomfrukloster: samt en beskrivelse af klosterets andre malerier og ældre inventar. Nationalhistoriske Museum, Frederiksborg 1961.
- Skyggeliv? Maskebal på hjemmet. Poul Kristensen, Herning 1977, ISBN 87-7468-056-0.